# Pare Lorentz
Pare Lorentz (* 11. Dezember 1905 in Clarksburg,  West Virginia; † 4. März 1992 in Armonk, New York) war ein US-amerikanischer Dokumentarfilmer und Journalist.

## Leben
Pare Lorentz wurde als Leonard MacTaggart Lorentz in West Virginia geboren. Seine Mutter war Sängerin, sein Vater, dessen Vornamen Pare er später übernahm, Drucker und Verleger. Lorentz absolvierte die Buckhannon High School und studierte zunächst an der West Virginia Wesleyan University, später an der West Virginia University. Von Jugend an spielte er Violine; während seiner Studienzeit gab er die Zeitschrift Moonshine heraus und gehörte einem Journalistenkreis an. Er verließ die Universität ohne Abschluss, zog nach New York City und begann für den New Yorker zu schreiben. Ab 1925 war er Herausgeber des Edison Lamp Sales Builder und wechselte dann als Filmkritiker zum Judge, schrieb aber gleichzeitig auch für zahlreiche andere Blätter Filmkritiken. 1930 produzierte er zusammen mit Morris Ernst Censored. The Private Life of the Movies. 1931 heiratete er die Schauspielerin Sally Bates. Seine Hochzeitsreise nach Europa wollte er sich durch einen Auftrag von William Randolph Hearst finanzieren lassen: Er versprach ihm Interviews mit René Clair und Alfred Hitchcock. Wenig später allerdings verlor er seine Stelle, weil er den Film Svengali sehr ungnädig besprochen hatte. John Barrymore, Ben Hecht und Charles MacArthur, die in Lorentz' Kritik sehr schlecht weggekommen waren, waren ausgerechnet bei Hearst zu Gast, als der Text erschien.

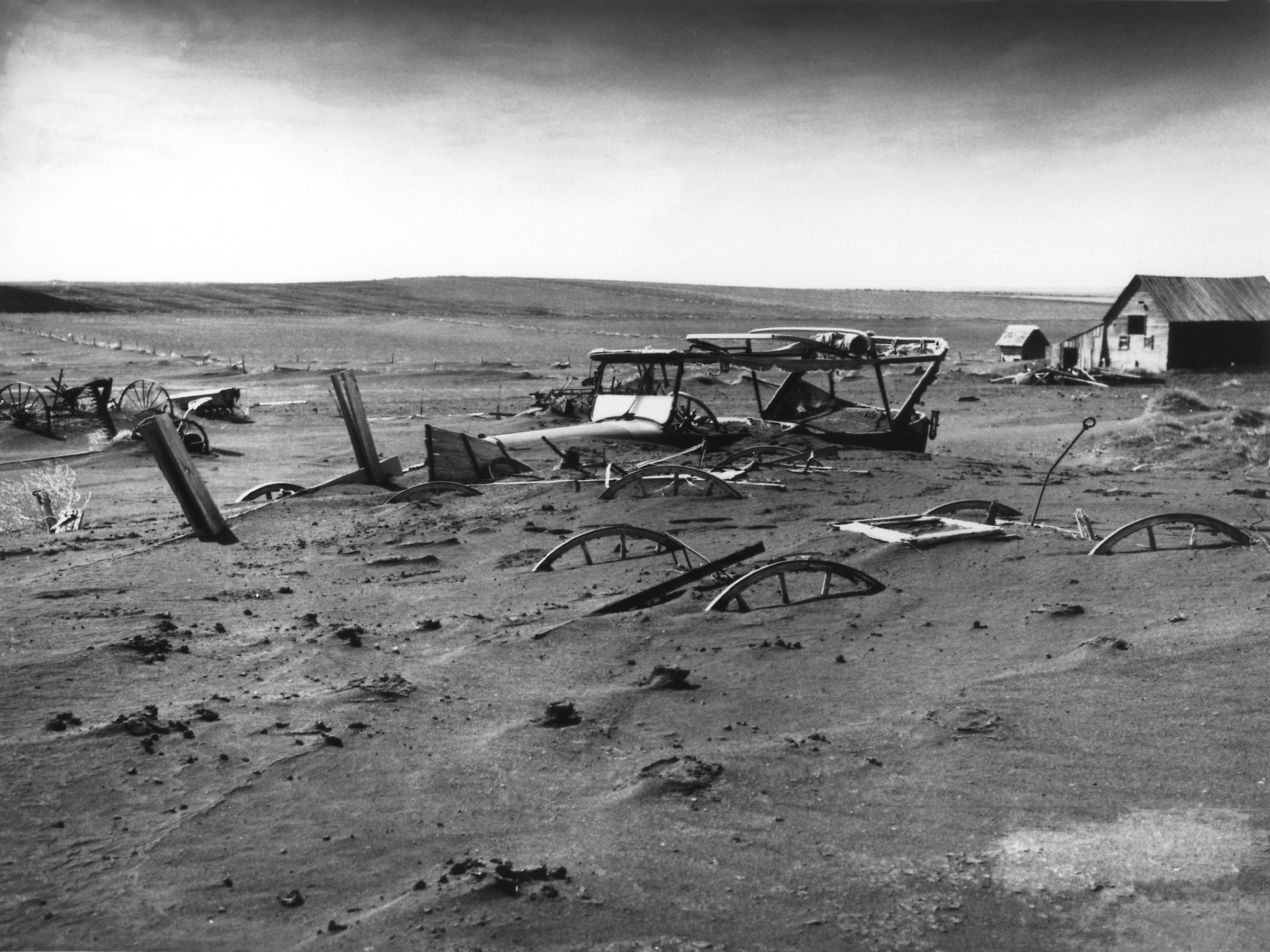
Folgen der Staubstürme 1936

Es folgte eine Beschäftigung bei Vanity Fair als Filmkritiker, die er verlor, nachdem er Nelson Rockefeller zu nahe getreten war. Danach erhielt er wieder eine Anstellung bei Hearst, diesmal in Washington. Vergeblich hatte er während seiner Zeit bei Vanity Fair versucht, Geld für ein Filmprojekt namens The Roosevelt Year zusammenzubekommen, und schrieb schließlich stattdessen ein Buch mit demselben Titel. Es kam 1934 heraus und schilderte die wirtschaftlichen und politischen Schwierigkeiten in den USA. Dieses Buch sollte ihm Zugang zu Henry A. Wallace verschaffen, doch nachdem er über Wallace einen Artikel geschrieben hatte, wurde Lorentz erneut von Hearst entlassen. 1935 gelang es ihm dennoch, mit Wallace Kontakt aufzunehmen, der ihn seinerseits mit Rexford Guy Tugwell bekannt machte. Tugwell nahm Lorentz' Filmideen begeistert auf, verlangte jedoch gleich 18 Filme statt zunächst eines einzigen, der aber nach Lorentz' Vorstellungen von überragender Qualität sein sollte. Lorentz schlug als erstes Thema die Dust Bowl vor. Er erhielt dafür dann ein Ausgangsbudget von 6000 Dollar. Er arbeitete nur vor Ort, nicht im Studio, und ohne professionelle Schauspieler. Statt Tonaufnahmen am Ort des Geschehens zu machen, unterlegte er den Film mit Hintergrundmusik und ließ einen Erzähler aus dem Off sprechen. Der Film erhielt schließlich den Titel The Plow that Broke the Plains. Nachdem elf Komponisten vergeblich angesprochen worden waren, erklärte sich schließlich Virgil Thomson bereit, die Musik zu dem Film zu schreiben. Er erhielt dafür die 500 Dollar, die Lorentz noch von seinem Budget geblieben waren. Alexander Smallens gestaltete die Aufnahme mit Musikern der New York Philharmonic, Thomas Chalmers sprach den Text. The Plow that Broke the Plains verursachte letzten Endes 19 200 Dollar Produktionskosten und wurde 1936 im Weißen Haus uraufgeführt. Präsident Franklin Delano Roosevelt zeigte sich ebenso begeistert von dem Werk wie zahlreiche Kritiker. Dennoch erwies es sich als schwierig, den Film landesweit in den Verleih zu bringen, weil er oft als Propagandafilm abgetan wurde. Erst eine Vorführung im Rialto Theater am Times Square brachte den Durchbruch.
Den nächsten Film drehte Lorentz auf Tugwells Anregung 1936 über den Mississippi. Als er schon glaubte, das Werk abgeschlossen zu haben, führte ihn die große Flut von 1937 noch einmal an den Fluss zurück. Auch dieser Film wurde zunächst dem Präsidenten gezeigt und von diesem sehr gelobt. Die offizielle Uraufführung fand dann in New Orleans statt. Der Film wurde auch in Europa erfolgreich; 1938 wurde er auf dem Filmfestival in Venedig gezeigt. Dort bekam er den ersten Preis für einen Dokumentarfilm und stach damit Leni Riefenstahls Olympiadokumentation aus. Gleichzeitig war The River der erste amerikanische Film, der in dieser Kategorie ausgezeichnet wurde.
Roosevelt richtete nun den United States Film Service ein. In dieser Zeit schuf Lorentz The Fight for Life. Er wurde dann Pilot und Geschwaderkommandeur im Fernen Osten und später Chef einer Auslandsabteilung des Kriegsministeriums. In dieser Eigenschaft verhalf er nach dem Ende des Zweiten Weltkriegs Carl Zuckmayer zu einem Posten als Zivilbeamter für Deutschlandfragen, der es diesem ermöglichte, bald nach Kriegsende wieder nach Deutschland einzureisen. Die Bekanntschaft zwischen Zuckmayer und Lorentz war über dessen zweite Frau Elizabeth, eine Tochter von Agnes E. Meyer und Eugene Meyer, zustande gekommen, die die Familie Zuckmayer schon in Henndorf besucht hatte. Elizabeth Meyer hatte bei den Vorarbeiten zu The Fight for Life mitgearbeitet. Während seiner Zeit als Flieger filmte Lorentz zahlreiche Bombenangriffe des Zweiten Weltkriegs mit, später hatte er umfangreiches Filmmaterial zu den Nazigreueln und den Nürnberger Prozessen zu bearbeiten. Das Ergebnis, Nuremberg, war in Europa ein großer Erfolg, hatte es aber wiederum in den USA schwer.
Aus Lorentz' erster Ehe gingen eine Tochter und ein Sohn hervor.